# Oksindol
Oksindol je aromatično heterociklično organsko jedinjenje. On ima bicikličnu strukturu, koja se sastoji od šestočlanog benzenovog prstena kondenzovanog sa petočlanim prstenom koji sadrži atom azota. Struktura oksindola je bazirana na indolinu. Karbonil se nalazi u poziciji 2 petočlanog prstena.